# Unterwinkelhausen

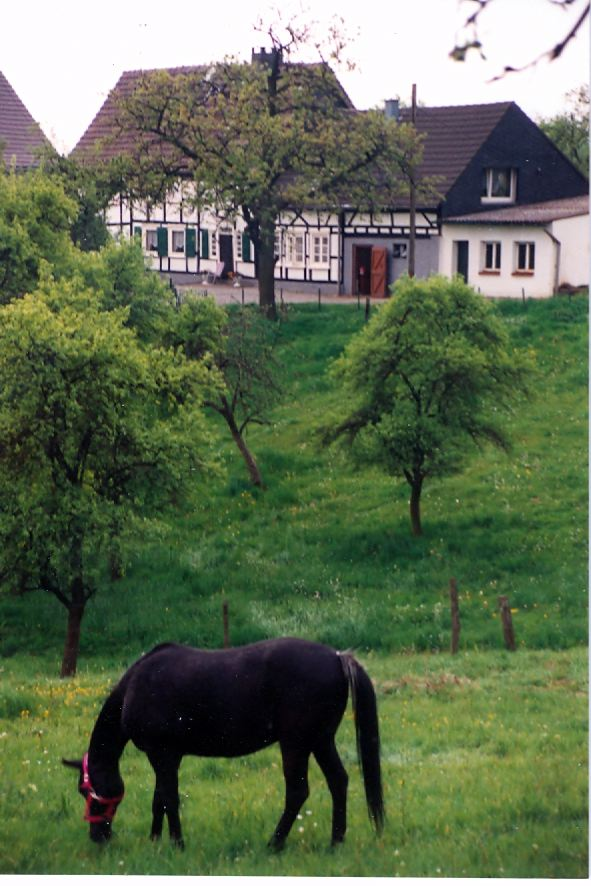
Der Hof Unterwinkelhausen

Unterwinkelhausen (in manchen Quellen auch Niederwinkelhausen genannt) ist ein Ortsteil in Wermelskirchen (Rheinisch-Bergischer Kreis, Nordrhein-Westfalen).

## Lage
Der Ort liegt etwa zwei Kilometer nordöstlich der Sengbachtalsperre und vier Kilometer südwestlich von Wermelskirchen. Eine Autobahnauffahrt zur A 1 liegt ein Kilometer östlich beim Wermelskirchener Ortsteil Haid.

## Geschichte
Der Wohnplatz wurde erstmals im Jahre 1265 genannt. Weitere Nennungen finden sich im Jahr 1402, als Graf Wilhelm von Berg und sein Sohn sich versöhnen, wobei der Vater das Schloss zur Burg und den hoff zu Wynckelhuysen mit syme zugehoere erhält. Der Hof war der Küchenhof von Schloss Burg. Die erste Verpachtung erfolgte am 15. September 1446 durch Herzog Gerhard von Berg an Gerhard, Wilhelms Sohn van Huysten und Metze seine eheliche Hausfrau. In den folgenden Jahrhunderten werden immer wieder Pächter und Verpachtungen aktenkundig. So im Jahre 1711, als die Hofkammerräte Johan Keßeren und Johan Kyllmann sowie Kellner Gumpertz durch die Pastöre und Prediger in den umliegenden Kirchen und durch die beiden Turmknechte verkünden lassen "Wer Lust und Liebe zu bieten habe, solle auf das Schloss kommen." Der Hof wurde zu 75 Taler und 31/2 Burger Malter Hafer zur Verpachtung ausgestellt und Hans Hindrich Marcus für 110 Taler zugeschlagen.
Johann Schöpfer ist 1795 Pächter. Er beklagt die Einquartierungen der Bergischen Truppen und die schweren Frachtdienste für die Französische Armee. Im Jahre 1810 war der Niederwinkelhauser Hof nebst dem Angerscheider Höfchen bei der Burg an Wilhelm Müller für 162 Taler jährliche Zahlung an die Rentei Solingen verpachtet. Der Hof hatte eine Größe von 125 Morgen.

### Verkauf und Teilung
Im Jahre 1820 verkaufte die Domänen-Verwaltung an Salomon Oppenheim, Köln und Gutsbesitzer Engelbert Nickel aus Benrath. Es kam zur Aufteilung des Gutes. Verkauf der 1 + 2ten Abteilung mit dem Stammhaus ging an den Pächter Wilhelm Müller für 1980 Taler. Im Urkataster von 1828 bis 1830 finden sich vier Eigentümer des ursprünglichen Gutes. 1836 taucht der Ortsname im Ortsnamenverzeichnis von Düsseldorf auf.